# Reprezentacja Samoa w rugby union mężczyzn

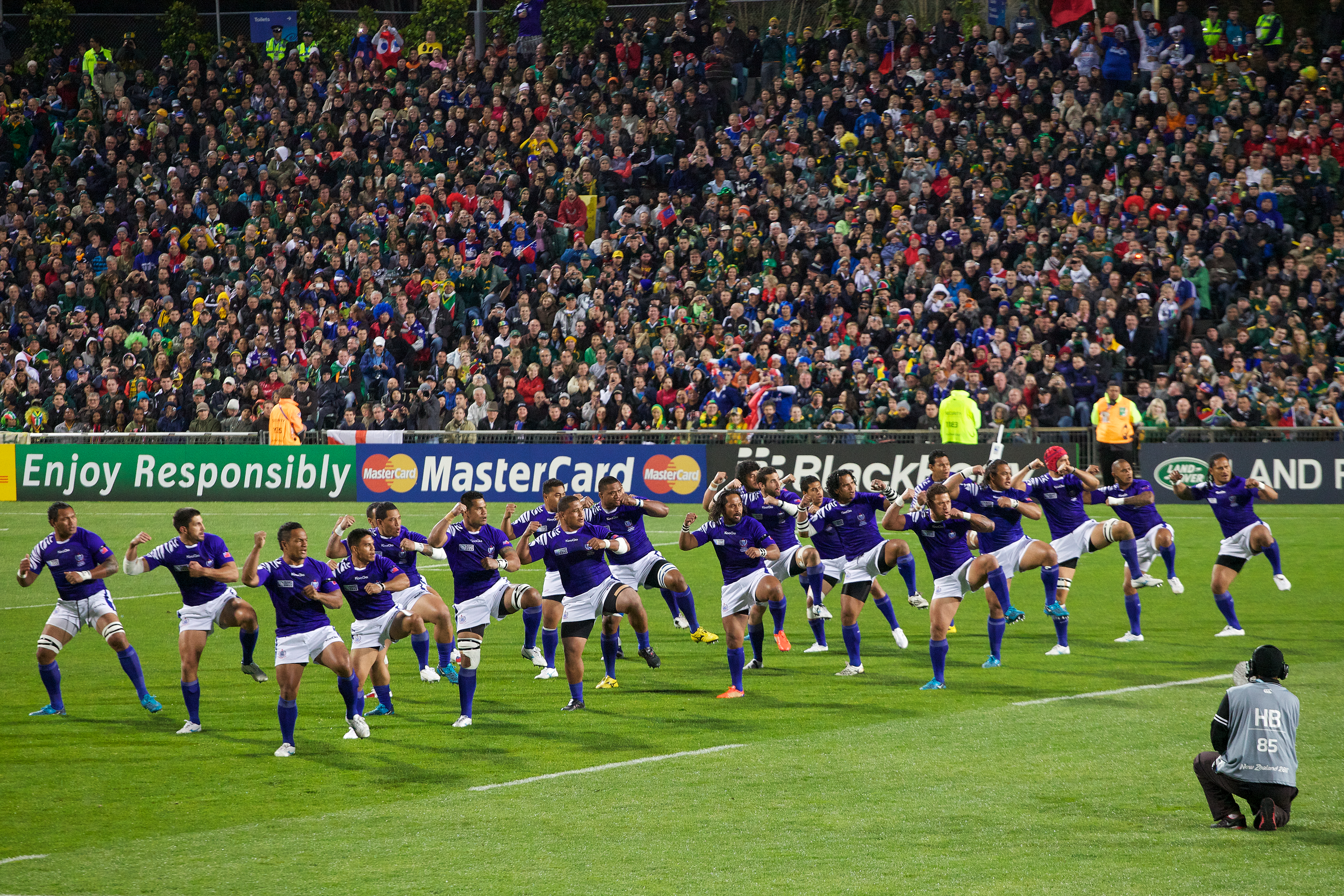
Reprezentacja Samoa wykonująca siva tau, odpowiednik nowozelandzkiej haki, przed meczem z Południową Afryką

Reprezentacja Samoa w rugby mężczyzn - narodowa reprezentacja Samoa w rugby, reprezentującą ją w międzynarodowych turniejach.

## Udział w Pucharze Świata
| 1987 | Nie brała udziału | -            |
| 1991 | Awans             | Ćwierćfinał  |
| 1995 | Awans             | Ćwierćfinał  |
| 1999 | Awans             | Ćwierćfinał  |
| 2003 | Awans             | Faza grupowa |
| 2007 | Awans             | Faza grupowa |
| 2011 | Awans             | Faza grupowa |
| 2015 |                   |              |
| 2019 |                   |              |

## Aktualna kadra
30-osobowa kadra powołana na Puchar Świata w 2011 roku. Flagi oznaczają przynależność klubową na dzień 8 września 2011 roku.
| Poz. |               | Zawodnik                 |
| ---- | ------------- | ------------------------ |
| M    | Francja       | Ole Avei                 |
| M    | Francja       | Tiʻi Paulo               |
| M    | Nowa Zelandia | Mahonri Schwalger (kap.) |
| F    | Francja       | Census Johnston          |
| F    | Nowa Zelandia | Logoviʻi Mulipola        |
| F    | Anglia        | Anthony Perenise         |
| F    | Anglia        | Sakaria Taulafo          |
| Wsp  | Francja       | Daniel Leo               |
| Wsp  | Nowa Zelandia | Filipo Levi              |
| Wsp  | Francja       | Joe Tekori               |
| Wsp  | Nowa Zelandia | Kane Thompson            |
| R    | Anglia        | Maurie Faʻasavalu        |
| R    | Francja       | Manaia Salavea           |
| R    | Samoa         | Ofisa Treviranus         |
| WM   | Walia         | George Stowers           |

| Poz. |               | Zawodnik               |
| ---- | ------------- | ---------------------- |
| WM   | Anglia        | Taiasina Tuifuʻa       |
| ŁM   | Walia         | Kahn Fotualiʻi         |
| ŁM   | Anglia        | Junior Poluleuligaga   |
| ŁM   | Australia     | Jeremy Suʻa            |
| ŁA   | Anglia        | Tasesa Lavea           |
| ŁA   | Japonia       | Tusi Pisi              |
| Ś    | Anglia        | Eliota Fuimaono-Sapolu |
| Ś    | Anglia        | Johnny Leota           |
| Ś    | Japonia       | Seilala Mapusua        |
| Ś    | Anglia        | George Pisi            |
| S    |               | David Lemi             |
| S    | Anglia        | Sailosi Tagicakibau    |
| S    | Anglia        | Alesana Tuilagi        |
| O    | Nowa Zelandia | James Soʻoialo         |
| O    | Francja       | Paul Williams          |